# Stanley Smyl
Stanley Phillip Smyl (né le 28 janvier 1958 à Glendon, dans la province de l'Alberta au Canada) est un joueur professionnel canadien de hockey sur glace. Son numéro fut retiré par les Canucks de Vancouver.

## Biographie

### En club

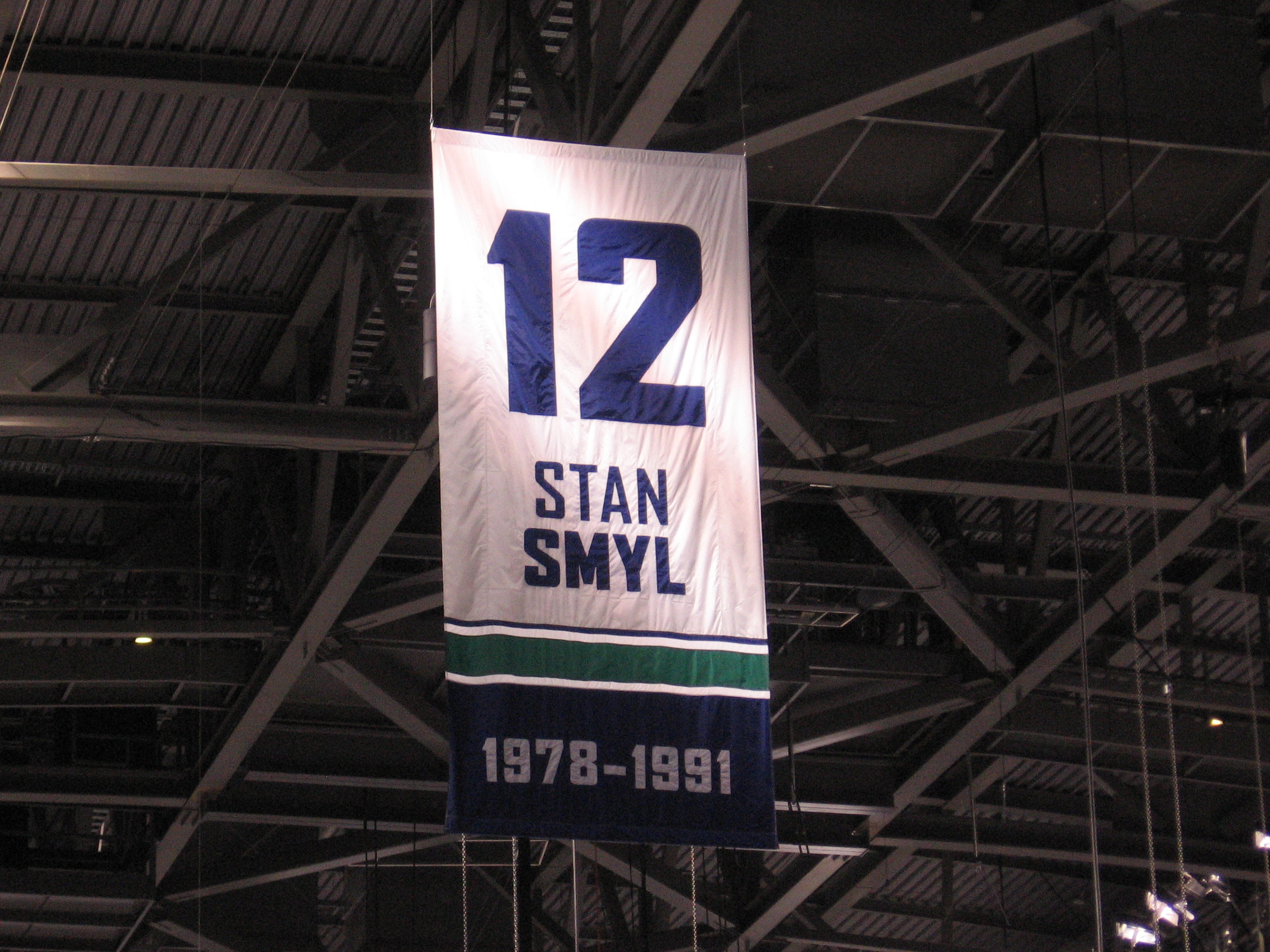
Le numéro 12 de Stan Smyl retiré par les Canucks de Vancouver au sommet du GM Place.

Stan commence sa carrière dans la LHJCB avec les Blazers de Bellingham. Il y reste 2 ans. À la fin de cette dernière, il continue sa carrière junior dans la WHL avec les Bruins de New Westminster pour les Séries éliminatoires, puis, il y continue 3 autres saisons. En 1978, il se fait repêcher par les Canucks de Vancouver au 40e rang. Dès l'année suivante, il joue pour cette équipe ainsi que quelques matchs dans la LCH avec les Black Hawks de Dallas. Stan jouera ensuite le reste de sa carrière avec les Canucks de Vancouver où il fut même capitaine de l'équipe de 1982 à 1990. En 1991, il prit sa retraite de joueur. Dès l'année suivante, son numéro 12 fut retiré par les Canucks de Vancouver.

### En équipe nationale
Il représente le Canada pour un championnat du monde de hockey sur glace junior et senior.

### Carrière d'entraîneur
Il a été assistant-entraîneur des Canucks de Vancouver entre 1991 et 1999. Ensuite, il est devenu l'entraîneur-chef du Crunch de Syracuse, des Blades de Kansas City et du Moose du Manitoba. En 2004, il prend sa retraite d'entraîneur.

## Statistiques de carrière

### En club
| Saison     | Équipe                    | Ligue          |     | Saison régulière | Saison régulière | Saison régulière | Saison régulière | Saison régulière |    | Séries éliminatoires | Séries éliminatoires | Séries éliminatoires | Séries éliminatoires | Séries éliminatoires |
| Saison     | Équipe                    | Ligue          | PJ  | B                | A                | Pts              | Pun              | PJ               | B  | A                    | Pts                  | Pun                  |                      |                      |
| 1973-1974  | Blazers de Bellingham     | LHJCB          |     |                  |                  |                  |                  |                  |    |                      |                      |                      |                      |                      |
| 1974-1975  | Blazers de Bellingham     | LHJCB          | 48  | 29               | 33               | 62               | 115              | 25               | 13 | 22                   | 33                   | 15                   |                      |                      |
| 1974-1975  | Bruins de New Westminster | LHOu           | -   | -                | -                | -                | -                | 3                | 0  | 0                    | 0                    | 15                   |                      |                      |
| 1975-1976  | Bruins de New Westminster | LHOu           | 72  | 32               | 42               | 74               | 169              | 16               | 8  | 6                    | 14                   | 43                   |                      |                      |
| 1976       | Bruins de New Westminster | Coupe Memorial | -   | -                | -                | -                | -                | 4                | 5  | 1                    | 6                    | 21                   |                      |                      |
| 1976-1977  | Bruins de New Westminster | LHOu           | 72  | 35               | 31               | 66               | 200              | 13               | 6  | 7                    | 13                   | 51                   |                      |                      |
| 1977       | Bruins de New Westminster | Coupe Memorial | -   | -                | -                | -                | -                | 3                | 0  | 0                    | 0                    | 6                    |                      |                      |
| 1977-1978  | Bruins de New Westminster | LHOu           | 53  | 29               | 47               | 76               | 211              | 20               | 14 | 21                   | 35                   | 43                   |                      |                      |
| 1978       | Bruins de New Westminster | Coupe Memorial | -   | -                | -                | -                | -                | 5                | 4  | 10                   | 14                   | 0                    |                      |                      |
| 1978-1979  | Black Hawks de Dallas     | LCH            | 3   | 1                | 1                | 2                | 9                | -                | -  | -                    | -                    | -                    |                      |                      |
| 1978-1979  | Canucks de Vancouver      | LNH            | 62  | 14               | 24               | 38               | 89               | 2                | 1  | 1                    | 2                    | 0                    |                      |                      |
| 1979-1980  | Canucks de Vancouver      | LNH            | 77  | 31               | 47               | 78               | 204              | 4                | 0  | 2                    | 2                    | 14                   |                      |                      |
| 1980-1981  | Canucks de Vancouver      | LNH            | 80  | 25               | 38               | 63               | 171              | 3                | 1  | 2                    | 3                    | 0                    |                      |                      |
| 1981-1982  | Canucks de Vancouver      | LNH            | 80  | 34               | 44               | 78               | 144              | 17               | 9  | 9                    | 18                   | 25                   |                      |                      |
| 1982-1983  | Canucks de Vancouver      | LNH            | 74  | 38               | 50               | 88               | 114              | 4                | 3  | 2                    | 5                    | 12                   |                      |                      |
| 1983-1984  | Canucks de Vancouver      | LNH            | 80  | 24               | 43               | 67               | 136              | 4                | 2  | 1                    | 3                    | 4                    |                      |                      |
| 1984-1985  | Canucks de Vancouver      | LNH            | 80  | 27               | 37               | 64               | 100              | -                | -  | -                    | -                    | -                    |                      |                      |
| 1985-1986  | Canucks de Vancouver      | LNH            | 73  | 27               | 35               | 62               | 144              | -                | -  | -                    | -                    | -                    |                      |                      |
| 1986-1987  | Canucks de Vancouver      | LNH            | 66  | 20               | 23               | 43               | 84               | -                | -  | -                    | -                    | -                    |                      |                      |
| 1987-1988  | Canucks de Vancouver      | LNH            | 57  | 12               | 25               | 37               | 110              | -                | -  | -                    | -                    | -                    |                      |                      |
| 1988-1989  | Canucks de Vancouver      | LNH            | 75  | 7                | 18               | 25               | 102              | 7                | 0  | 0                    | 0                    | 9                    |                      |                      |
| 1989-1990  | Canucks de Vancouver      | LNH            | 47  | 1                | 15               | 16               | 71               | -                | -  | -                    | -                    | -                    |                      |                      |
| 1990-1991  | Canucks de Vancouver      | LNH            | 45  | 2                | 12               | 14               | 87               | -                | -  | -                    | -                    | -                    |                      |                      |
| Totaux LNH | Totaux LNH                | Totaux LNH     | 896 | 262              | 411              | 673              | 1556             | 41               | 16 | 17                   | 33                   | 64                   |                      |                      |

### En équipe nationale
| Année | Équipe | Compétition                 |    | PJ | B | A | Pts | Pun                |  | Résultats |
| 1978  | Canada | Championnat du monde junior | 6  | 1  | 1 | 2 | 6   | Médaille de bronze |  |           |
| 1985  | Canada | Championnat du monde        | 10 | 1  | 1 | 2 | 6   | Médaille d'argent  |  |           |

## Trophées et honneurs personnels
- Coupe Memorial
  - 1977 et 1978 : champion de la Coupe Memorial avec les Bruins de New Westminster
  - 1978 : récipiendaire du trophée Stafford-Smythe
  - 1978 : nommé dans l'équipe d'étoiles du tournoi